# Sergueï Jigounov
Pour les articles homonymes, voir Jigounov.
Sergueï Viktorovitch Jigounov (en russe : Серге́й Ви́кторович Жигуно́в), né le 2 janvier 1963 à Rostov-sur-le-Don, est un acteur, réalisateur et producteur russe, artiste émérite de la fédération de Russie en 1995. Depuis 2003, il est membre du parti politique Russie unie classé au centre droit.

## Biographie
Sergueï est le fils de Viktor et Galina Jigounov, tous deux acteurs de théâtre. En 1980, il est admis à l'École d'art dramatique Boris Chtchoukine. Il interrompt ses études pour participer à divers projets cinématographiques, et n'obtient son diplôme qu'en 1986. Il est distingué Artiste émérite de la fédération de Russie en 1995. En 1997, le prix du meilleur rôle masculin lui est remis au Festival du cinéma russe à Honfleur, pour sa performance dans La Princesse sur un petit pois (Принцесса на бобах) de Villen Novak (ru).
En 2000-2004, Jigounov préside la Guilde d'acteurs de cinéma de Russie. A plusieurs reprises, il est membre du jury du jeu télévisé KVN.
Après avoir adapté La Reine Margot et La Dame de Monsoreau en séries télévisées dans les années 1990, l'artiste revient à Alexandre Dumas pour son premier film, Les Trois Mousquetaires, réalisé en 2013.

## Filmographie

### Acteur
- 1986 : Pouchkine, le dernier chemin (ru) (Последняя дорога,  Poslednyaya doroga) de Leonid Menaker (ru) : Tchitcherine
- 1986 : Dans la Grand-Rue avec la fanfare (По главной улице с оркестром) de Piotr Todorovski
- 1987 : Garde-marines, en avant! (Гардемарины, вперед!, Gardemariny, vperyod!) de Svetlana Droujinina : Alexandre Belov
- 1989 : Voyage à Wiesbaden (ru) (Поездка в Висбаден, Poezdka v Visbaden) d'Evgueni Guerassimov (ru) : Dmitri Sanine
- 1990 : Le Sanctuaire des sorcières (Подземелье ведьм,  Podzemelye vedm) de Youri Moroz : Andreï Brious
- 1996 : La Reine Margot (Королева Марго, Koroleva Margo) d'Alexandre Mouratov (ru) : Charles IX
- 1997 : La Princesse sur un petit pois (ru) (Принцесса на бобах, Printsessa na bobakh) de Vilen Novak (ru) : Dmitri Ivanovitch Poupkov
- 2003 : Ce soir, tuer le temps (Убить вечер, Ubit vecher) d'Elena Jigaeva : Viktor
- 2008 : Terre neuve (Новая Земля, Novoya Zemlya) d'Alexandre Melnik : le colonel
- 2009 : Dix hivers à Venise (Dieci inverni) de Valerio Mieli : Fiodor
- 2011 : Ouvrez, c'est moi (Откройте, это я, Otroyte, eto ya) de Karen Oganessian : Oscar
- 2012 : À propos de lui (О нём) : Denis
- 2012 : Un jour à Rostov (Однажды в Ростове) : Sergueï Nikolaïevitch Kolesnikov, major du KGB
- 2012 : Véronika. Bonheur perdu (Вероника. Потерянное счастье) : Constantin Parmenkov
- 2013 : Centre commercial (Торговый центр) (série TV) : Édouard Fadeïev, propriétaire du centre commercial
- 2013 : Véronika. La fugitive (Вероника. Беглянка) : Constantin Parmenkov
- 2013 : Affaire d'honneur (Дело чести) (série télévisée),: Vadim Evguenievitch Sadalski, oligarque
- 2014 : Le Mystère des quatre princesses (Тайна четырёх принцесс) : le roi Siegfried
- 2014 : Apprends à me connaître si tu peux (Узнай меня, если сможешь) : l'escroc Voïtsekhovski
- 2014 : Le Professionnel (Профессионал) (série télévisée) : Anton Sergueïevitch Tchoub, trafiquant d'arme international (allusion à Viktor Bout))
- 2014 : Sklifossovski 3 (Склифосовский 3) : Alexandre, homme d'affaires, ancien amant de Marina
- 2015 : L'Élue (Избранница) : Viktor
- 2016 : Les Parents fugitifs (Беглые родственники) : Boris Tchouïkine, oligarque
- 2016 : Le Chacal (Шакал) (série télévisée) : Dmitri Alexeïevitch Tkatch, lieutenant-colonel du Département de lutte contre le vol de biens socialistes
- 2018 : La Garde-malade (Сиделка) (série télévisée) : Boris Vassilievitch Klichine, partenaire d'affaires de Choubine
- 2018 : Le Dinosaure (Динозавр) (série télévisée) : chef du Service fédéral des pénitenciers

### Réalisateur
- 2013 : Les Trois Mousquetaires (Три мушкетёра, Tri mushketera)[3]

### Producteur
- 1996 : La Reine Margot (Королева Марго, Koroleva Margo) d'Alexandre Mouratov (ru)
- 1998 : La Dame de Monsoreau (Графиня де Монсоро, Grafiniya de Monsoro) de Vladimir Popkov (ru)
- 2000 : Le Jardin était baigné de lune (Луной был полон сад) de Vitali Melnikov
- 2002 : Vovotchka (Вовочка) d'Igor Moujjoukhine
- 2007 : Le Code de l'apocalypse (Код Апокалипсиса) de Vadim Chmelev

## Prix et récompenses
- Ordre de l'Amitié : 2006
- Ordre de l'Honneur : 2014